# Ribeiro dos Santos
Ribeiro dos Santos é um distrito do município brasileiro de Olímpia, que integra a Região Metropolitana de São José do Rio Preto, no interior do estado de São Paulo.

## História

### Origem
O povoado que deu origem ao distrito se desenvolveu ao redor da estação ferroviária Ribeiro dos Santos, inaugurada pela Estrada de Ferro São Paulo — Goyaz em 06/1931.

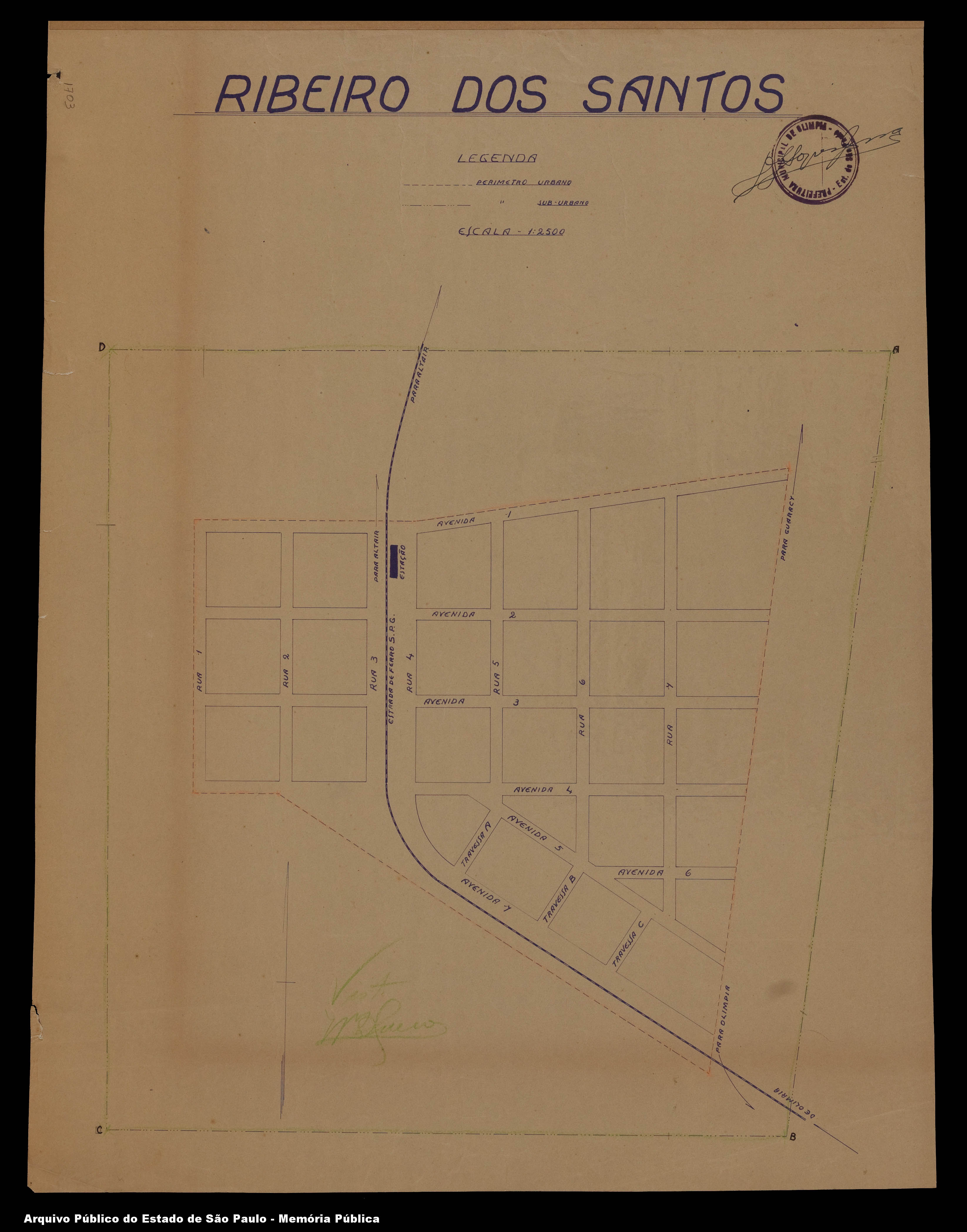
Planta da área urbana original.

### Formação administrativa
- Decreto n° 9.775 de 30/11/1938 - Transfere a sede do distrito de Baguaçu para o povoado da estação de Gabriel Ribeiro dos Santos, município de Olímpia, assumindo o distrito a denominação de Ribeiro dos Santos[4].

### Pedido de emancipação
O distrito tentou a emancipação político-administrativa e ser elevado à município, através de processo que deu entrada na Assembléia Legislativa do Estado de São Paulo no ano de 1990, mas como não atendia os requisitos necessários exigidos por lei para tal finalidade, o processo foi arquivado.

## Geografia

### Demografia

#### População urbana
| Crescimento população urbana | Crescimento população urbana | Crescimento população urbana | Crescimento população urbana |
| Censo                        | Pop.                         |                              | %±                           |
| ---------------------------- | ---------------------------- | ---------------------------- | ---------------------------- |
| 1940                         | 683                          |                              | —                            |
| 1950                         | 622                          |                              | −8,9%                        |
| 1960                         | 546                          |                              | −12,2%                       |
| 1970                         | 593                          |                              | 8,6%                         |
| 1980                         | 542                          |                              | −8,6%                        |
| 1991                         | 874                          |                              | 61,3%                        |
| 2000                         | 1 099                        |                              | 25,7%                        |
| 2010                         | 1 210                        |                              | 10,1%                        |
| Fonte: IBGE e Fundação SEADE |                              |                              |                              |

#### População total
Pelo Censo 2010 (IBGE) a população total do distrito era de 1 683 habitantes.

### Área territorial
A área territorial do distrito é de 187,726 km².

### Rodovias
O principal acesso ao distrito é a Rodovia Armando de Salles Oliveira (SP-322).

## Serviços públicos

### Registro civil
Atualmente é feito no próprio distrito, pois o Cartório de Registro Civil das Pessoas Naturais ainda continua ativo.

### Saneamento
O serviço de abastecimento de água é feito pela Superintendência de Água e Esgoto e Meio Ambiente de Olímpia (DAEMO). 

### Energia
A responsável pelo abastecimento de energia elétrica é a CPFL Paulista, distribuidora do grupo CPFL Energia.

### Telecomunicações
O distrito era atendido pela Telecomunicações de São Paulo (TELESP), que inaugurou a central telefônica utilizada até os dias atuais. Em 1998 esta empresa foi vendida para a Telefônica, que em 2012 adotou a marca Vivo para suas operações.

## Religião
O Cristianismo se faz presente no distrito da seguinte forma:

### Igreja Católica
- A igreja faz parte da Diocese de Barretos[17].

### Igrejas Evangélicas
- Congregação Cristã no Brasil[18].